# Austropallene tcherniai
Austropallene tcherniai là một loài nhện biển trong họ Callipallenidae. Loài này thuộc chi Austropallene. Austropallene tcherniai được miêu tả khoa học năm 1952 bởi Fage.